# Megalechis
Genre
Espèces de rang inférieur
Megalechis est un genre de poissons-chats d'eau douce appartenant à la famille des Callichthyidae.

## Liste des espèces
Selon FishBase (29 octobre 2017) et World Register of Marine Species (29 octobre 2017) :
- Megalechis personata (Ranzani, 1841)
- Megalechis thoracata (Valenciennes in Cuvier et Valenciennes, 1840) - Silure peint
- Megalechis picta